# Intérêt de l'enfant en droit canadien
Pour un article plus général, voir Intérêt supérieur de l'enfant.
En droit canadien, l'intérêt de l'enfant est le critère fondamental que les tribunaux doivent soupeser dans toute décision relative au droit de la famille et notamment lorsque la question du temps parental se pose.
Les critères de l'intérêt de l'enfant sont notamment énoncés à l'art. 16 (3) de la Loi sur le divorce et à l'article 33 du Code civil du Québec. Dans la jurisprudence de la Cour suprême du Canada, l'arrêt Gordon c. Goertz précise les critères de l'intérêt de l'enfant en cas de déménagement important des parents.

## Régime législatif

### Loi sur le divorce
Les critères de l'intérêt de l'enfant sont précisés à l'art. 16 (3) de la Loi sur le divorce : « les besoins de l’enfant, la nature et la solidité de ses rapports avec chaque époux, ses frères et sœurs, ses grands-parents et toute personne ayant un rôle important dans sa vie; la volonté de chaque époux de favoriser le développement et le maintien de relations entre l’enfant et l’autre époux; l’historique des soins qui lui sont apportés; son point de vue et ses préférences, eu égard à son âge et à son degré de maturité, sauf s’ils ne peuvent être établis; son patrimoine et son éducation culturels, linguistiques, religieux et spirituels, notamment s’ils sont autochtones; tout plan concernant ses soins; la capacité et la volonté de chaque personne qui serait visée par l’ordonnance de prendre soin de lui et de répondre à ses besoins; la capacité et la volonté de chaque personne qui serait visée par l’ordonnance de communiquer et de collaborer, en particulier entre eux, à l’égard de questions le concernant; la présence de violence familiale [...] et toute instance, ordonnance, condition ou mesure, de nature civile ou pénale, intéressant sa sécurité  »
L'insertion de critères relatifs à l'intérêt de l'enfant provient d'une réforme de la loi en 2019.

### Droit civil québécois
L'article 33 du Code civil du Québec énonce que les décisions concernant l’enfant doivent être prises dans son intérêt et dans le respect de ses droits. Le second alinéa de cet article prévoit une série de onze facteurs qui permettent aux tribunaux de rendre des décisions quant à l'intérêt de l'enfant : il s'agit de ses les besoins moraux, intellectuels, affectifs et physiques de l’enfant, son âge, sa santé, son caractère, son milieu familial et les autres aspects de sa situation.

## Jurisprudence de la Cour suprême du Canada
D'après l'arrêt de principe Gordon c. Goertz de la Cour suprême du Canada, lorsqu'il décide de l'intérêt supérieur de l'enfant dans un litige relatif à la garde, et plus particulièrement en cas de déménagement important de l'un des parents, le juge peut prendre en compte tous les facteurs pertinents, mais doit spécifiquement aborder les sept facteurs suivants :

« *a) l'entente de garde déjà conclue et la relation actuelle entre l'enfant et le parent gardien;
- b) l'entente déjà conclue sur le droit d'accès et la relation actuelle entre l'enfant et le parent qui exerce ce droit;
- c) l'avantage de maximiser les contacts entre l'enfant et les deux parents;
- d) l'opinion de l'enfant;
- e) la raison pour laquelle le parent gardien déménage, uniquement dans le cas exceptionnel où elle a un rapport avec la capacité du parent de pourvoir aux besoins de l'enfant;
- f) la perturbation que peut causer chez l'enfant une modification de la garde;
- g) la perturbation que peut causer chez l'enfant l'éloignement de sa famille, des écoles et du milieu auxquels il s'est habitué. »